# Парк курорту «Шкло»
Парк куро́рту «Шкло» — парк-пам'ятка садово-паркового мистецтва місцевого значення в Україні. Розташований у межах Яворівського району Львівської області, при західній околиці смт Шкло.
Площа 93 га. Статус надано згідно з рішенням виконкому Львівської обласної ради від 9 жовтня 1984 року № 495. Перебуває у віданні адміністрації курорту «Шкло».
Статус надано для збереження давнього парку, закладеного на території санаторію «Шкло». У межах парку розташована гідрологічна пам'ятка природи — Джерело питної води «Нафтуся», а також мінізоопарк.

## Світлини

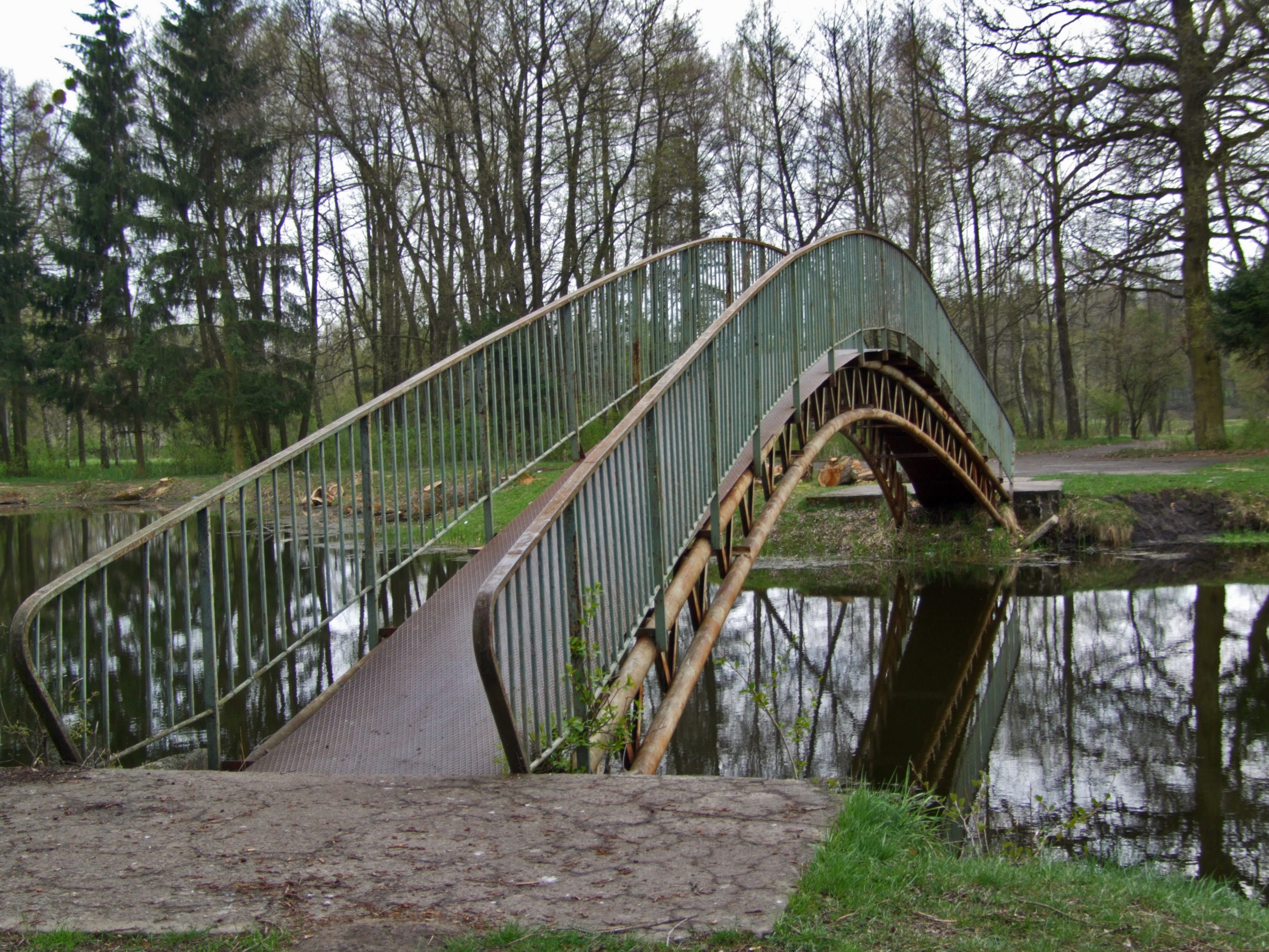
Місток в парку санаторію
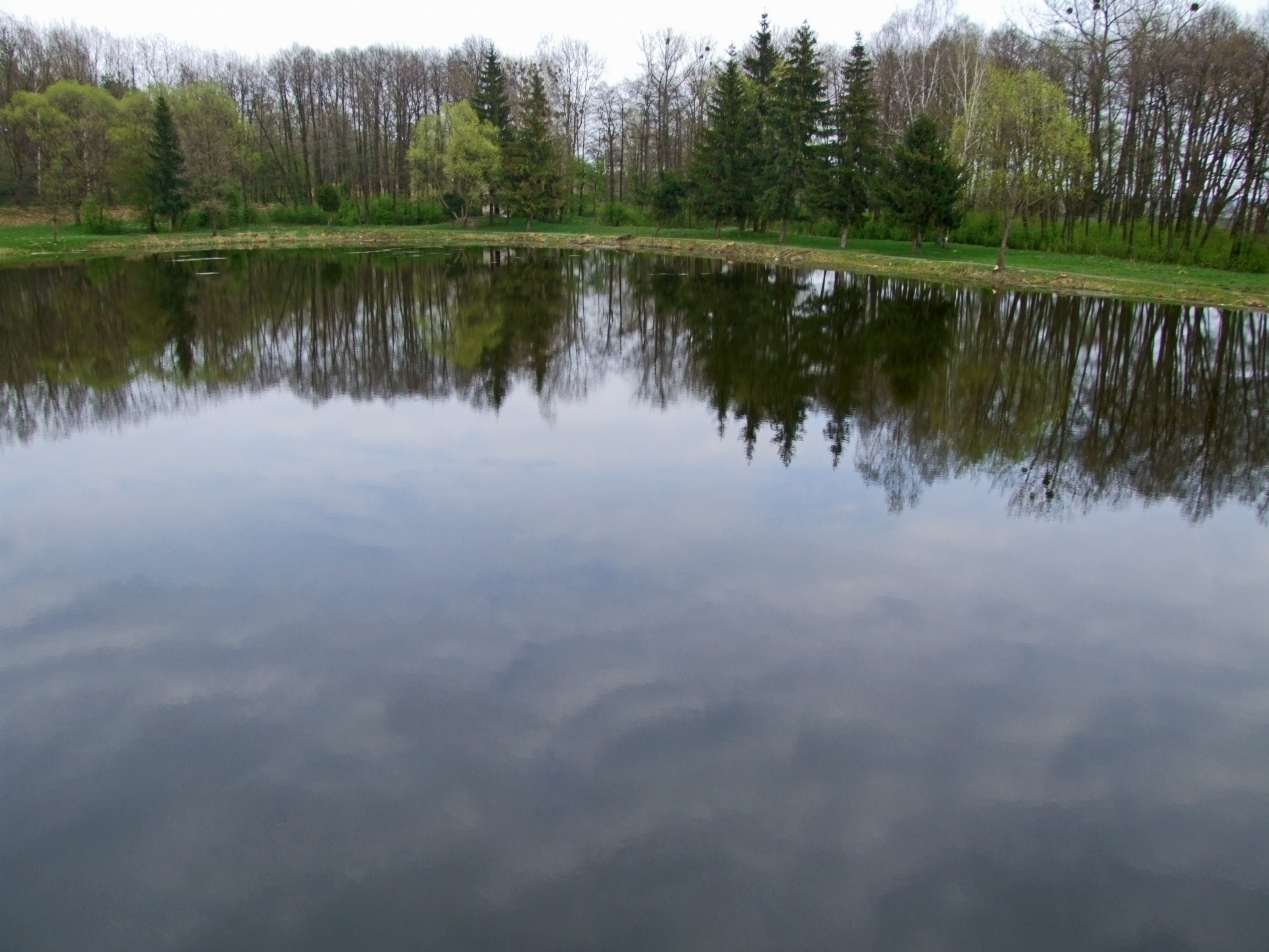
Озеро в парку санаторію
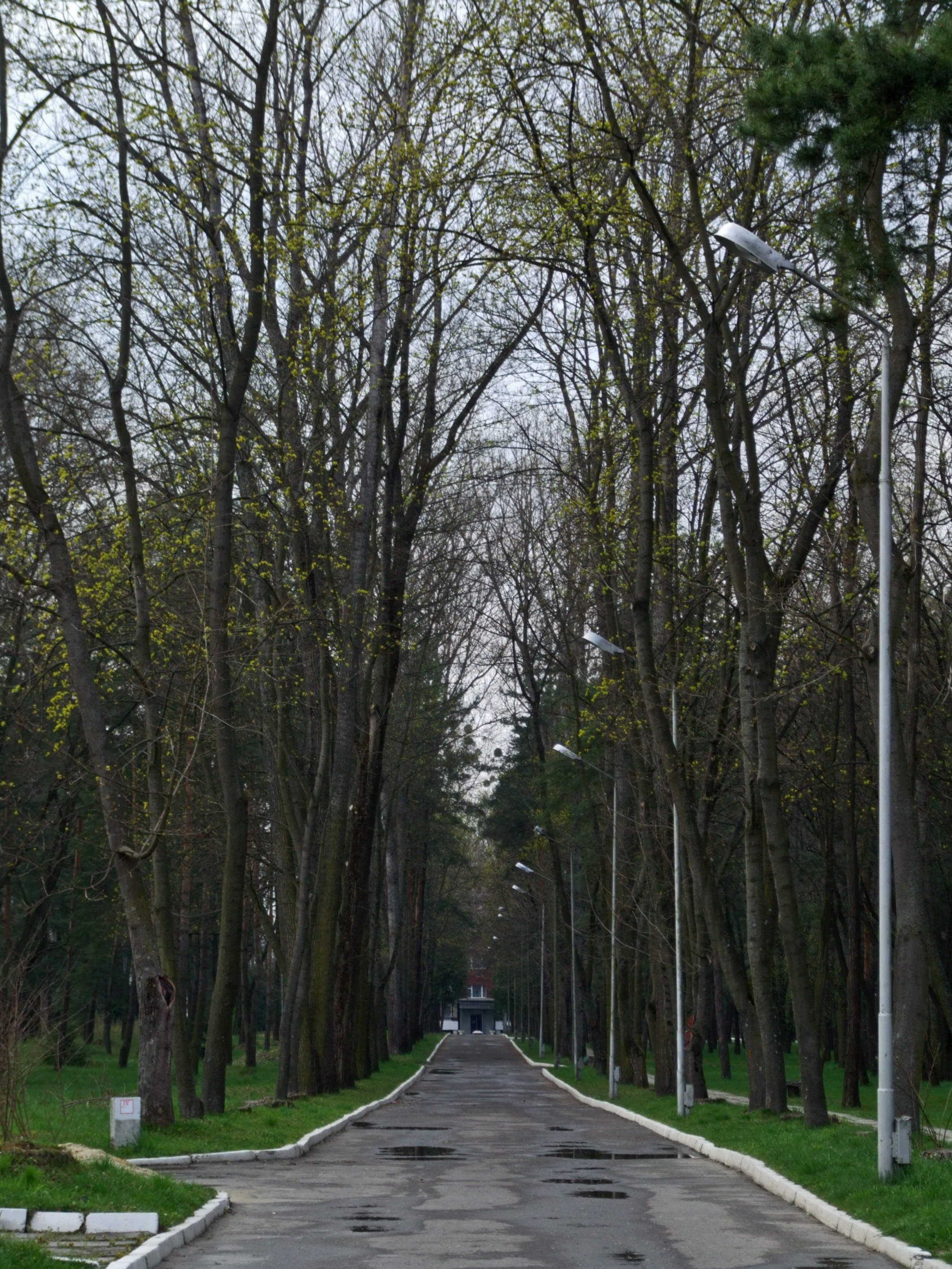
Центральна алея парку
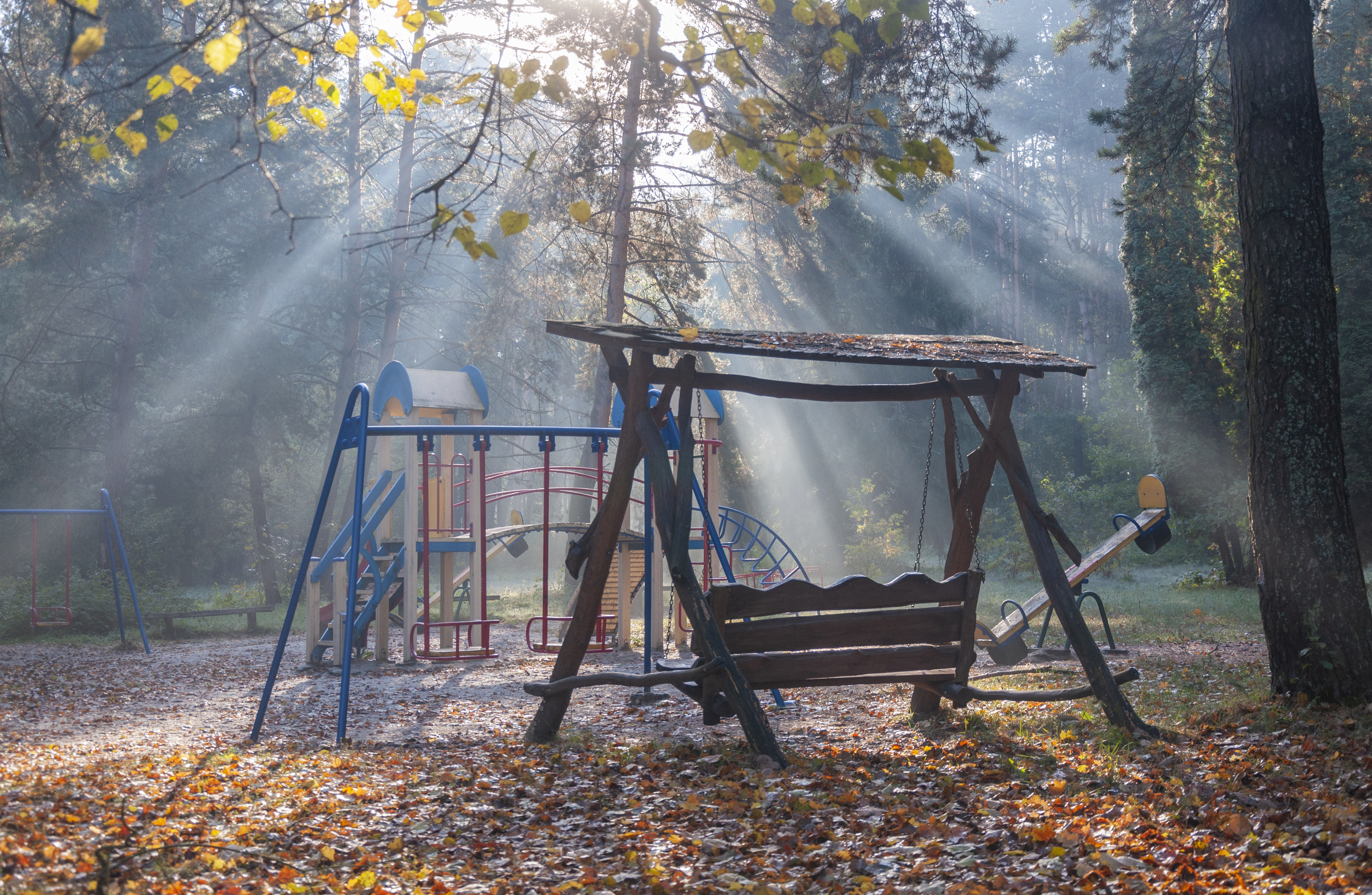
Дитячий майданчик в парку
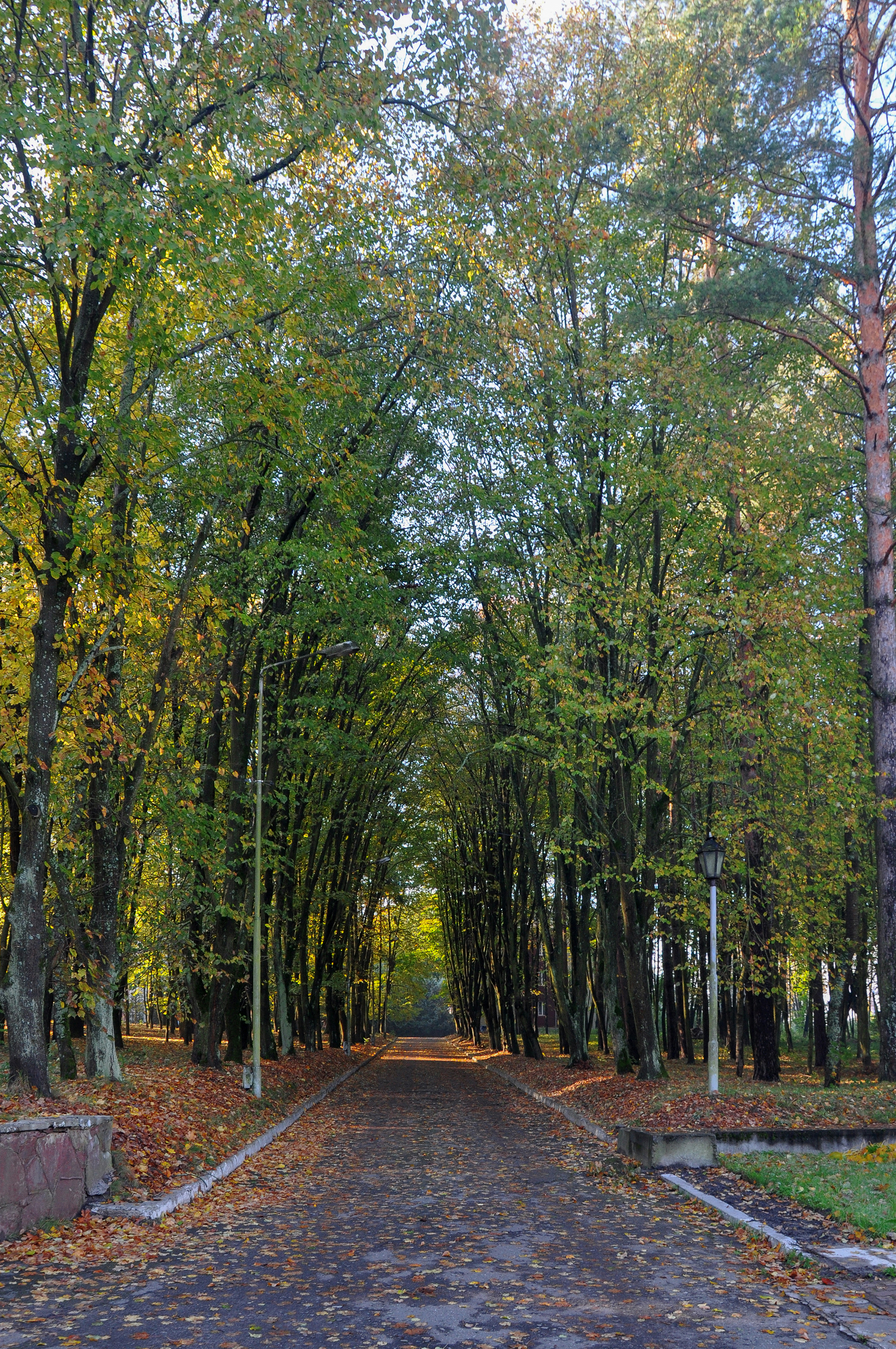
Алея в парку
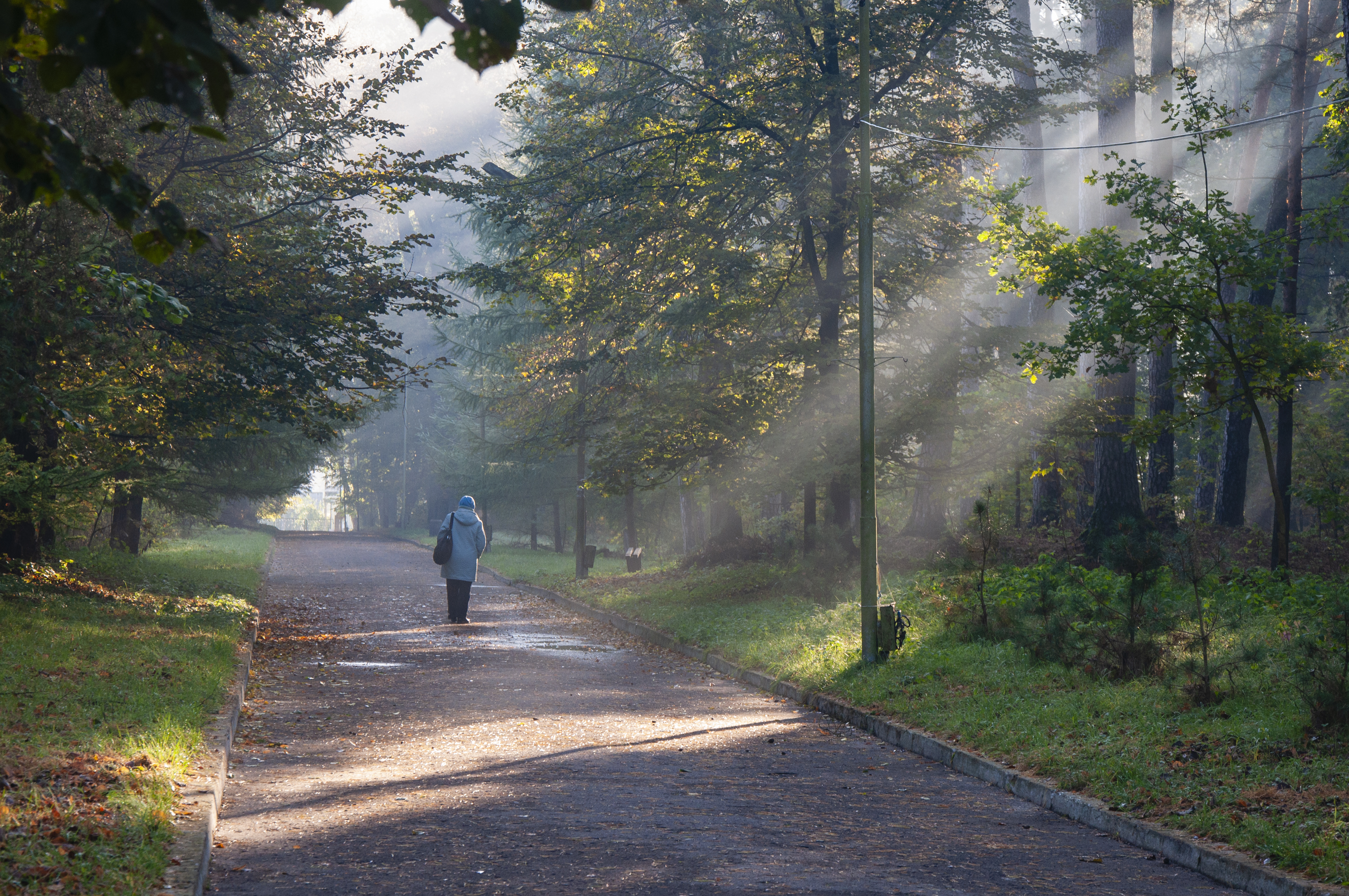
Паркова алея
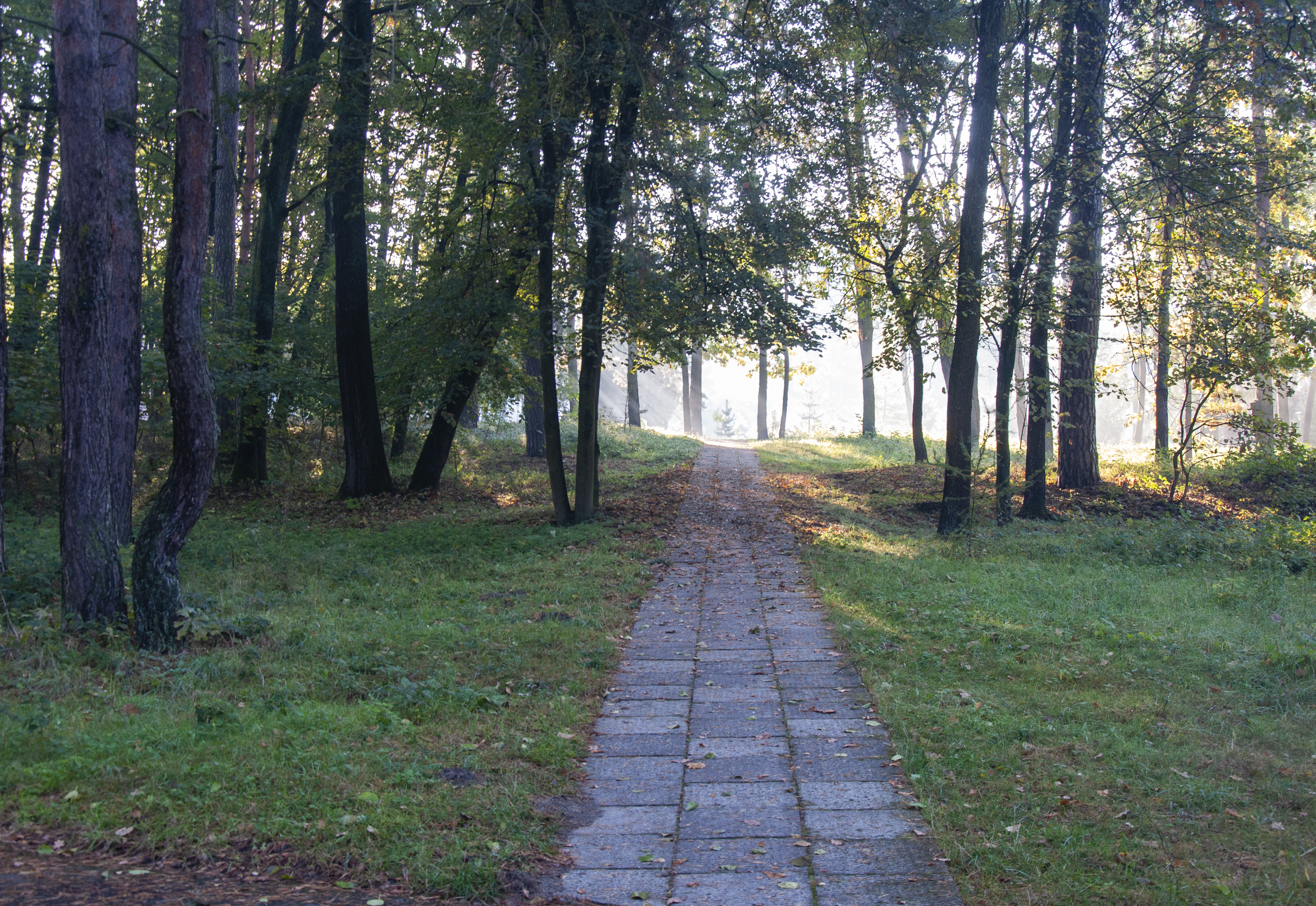
Осінній ранок в парку